# Mückenwald
Der Mückenwald ist ein Wald in Flensburg-Weiche. Inmitten des Waldes liegt der sogenannte Mückenteich. Das Gebiet wurde als Landschaftsschutzgebiet „Landschaftsteil Am Mückenteich“ ausgewiesen.

## Hintergrund
Am nördlichen Rand des Waldes liegt das Gebiet Weinberg mit dem angrenzenden Flugplatz Flensburg-Schäferhaus. Im südlichen Bereich des Waldes liegt der Mückenteich (Lage). Ein Stück weiter südlich am Rand des Waldes befindet sich zudem das Freibad des Stadtteils (Lage). Nahegelegene Straßen tragen Namen, die auf ein Waldgebiet hinweisen, wie beispielsweise Försterstieg (seit 1957) oder Hirschbogen (seit 1979).
Am 1. Januar 1976 wurde das rund 25 Hektar Waldgebiet zu einem der Landschaftsschutzgebiete der Stadt Flensburg erklärt. Die Waldfläche besteht primär aus Nadelbäumen. Der Mückenteich gehört zu den Niedermoor-Weihern. Insbesondere am Mückenteich sind die dem Gewässer und Wald namensgebenden Mücken zu finden. Eine dortige Informationstafel informiert den Besucher über die „summende Plage der Stechmücken“.
Der Wald wird vom städtischen Förster des Technischen Betriebszentrums (TBZ) betreut. Die nahegelegene Grundschule, die Unesco-Projekt-Schule Weiche, nutzt den Wald für Projekte im Rahmen der Waldpädagogik. Des Weiteren dient der Wald der Naherholung der ortsansässigen Bevölkerung. Ende 2012 war von der Stadt Flensburg eine weitere offizielle städtische Freilauffläche für Hunde beim Mückenteich angedacht worden.

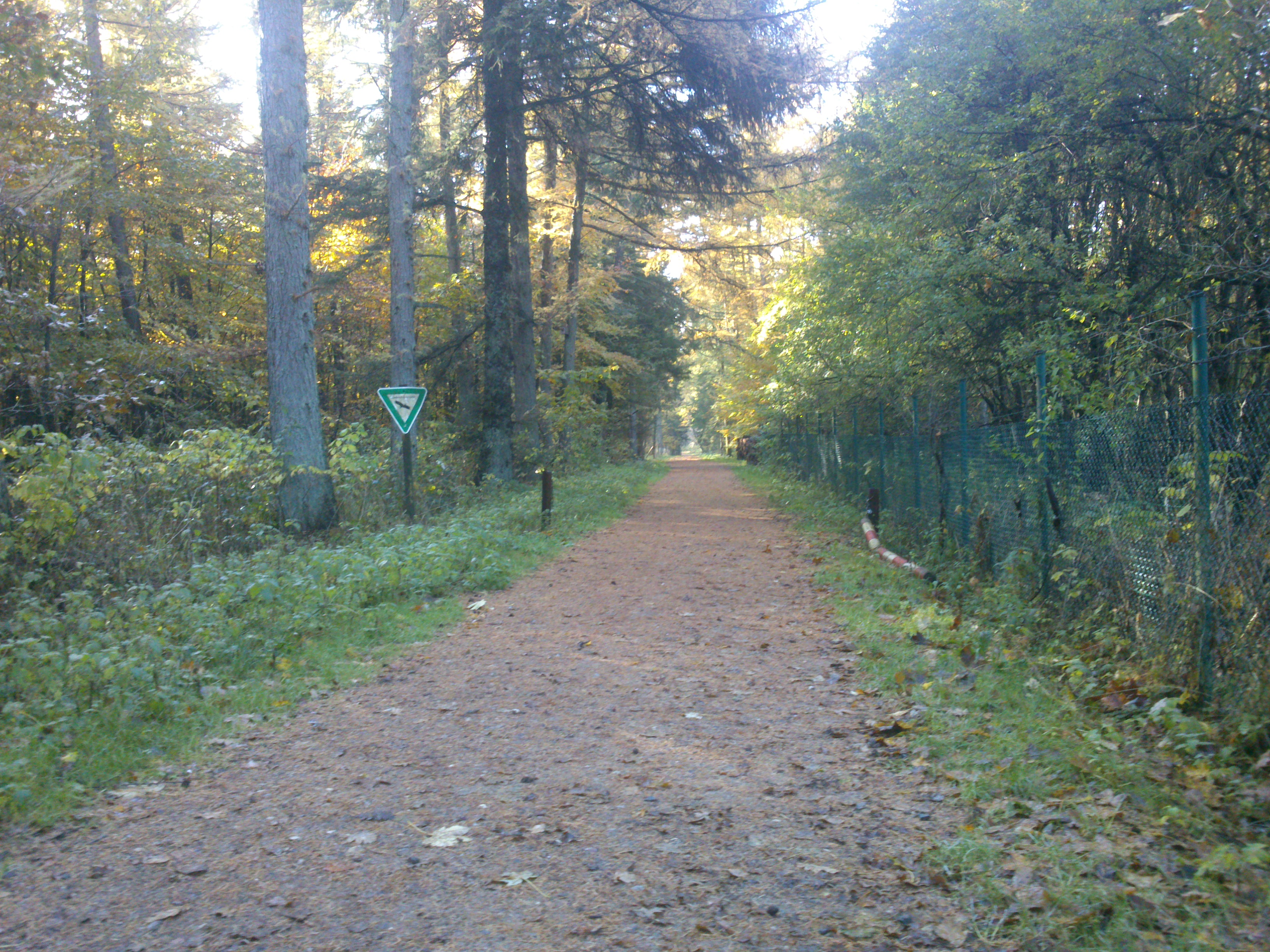
Haupteingang zum Wald (2012)
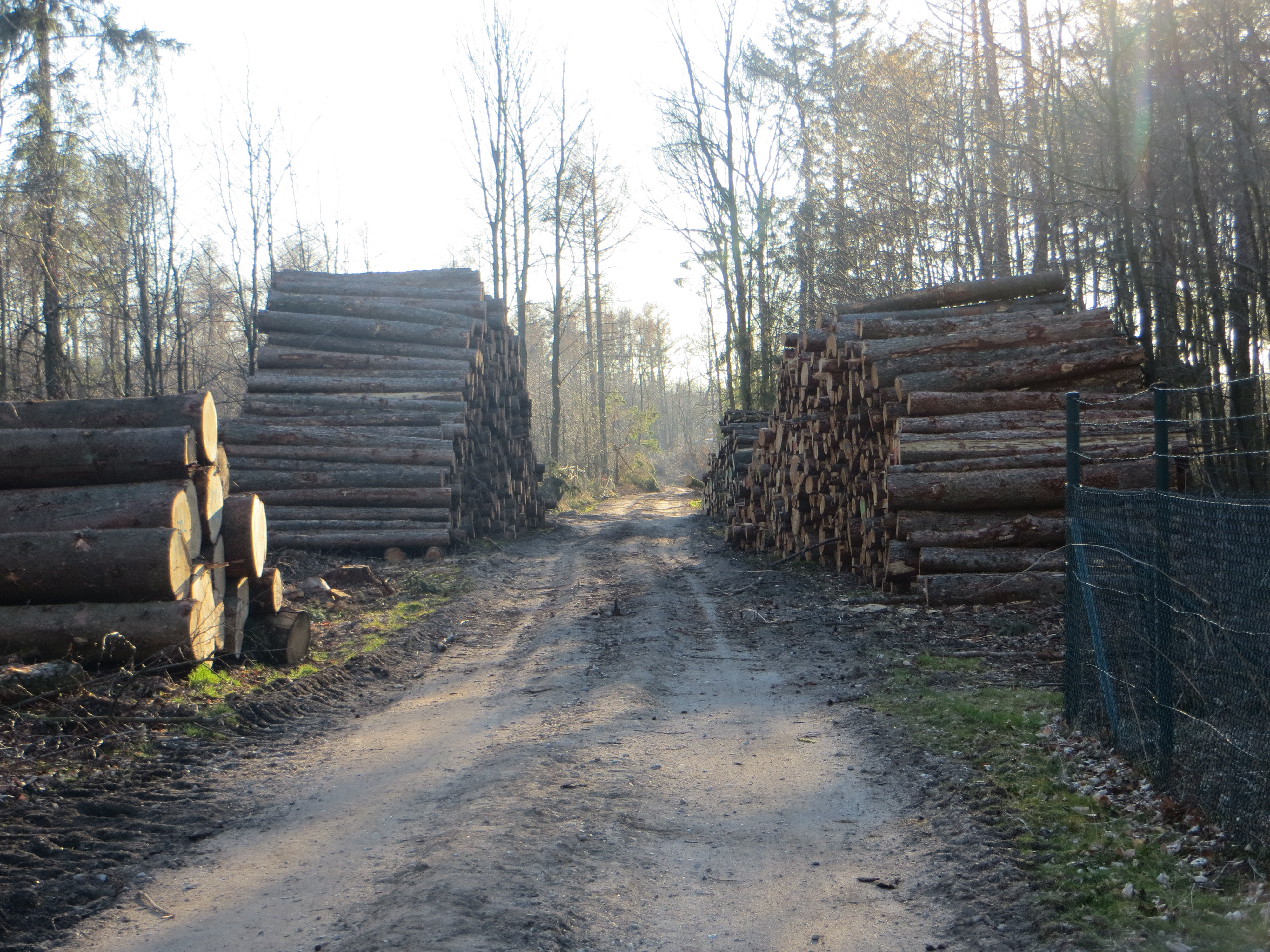
Mückenwald Anfang 2014
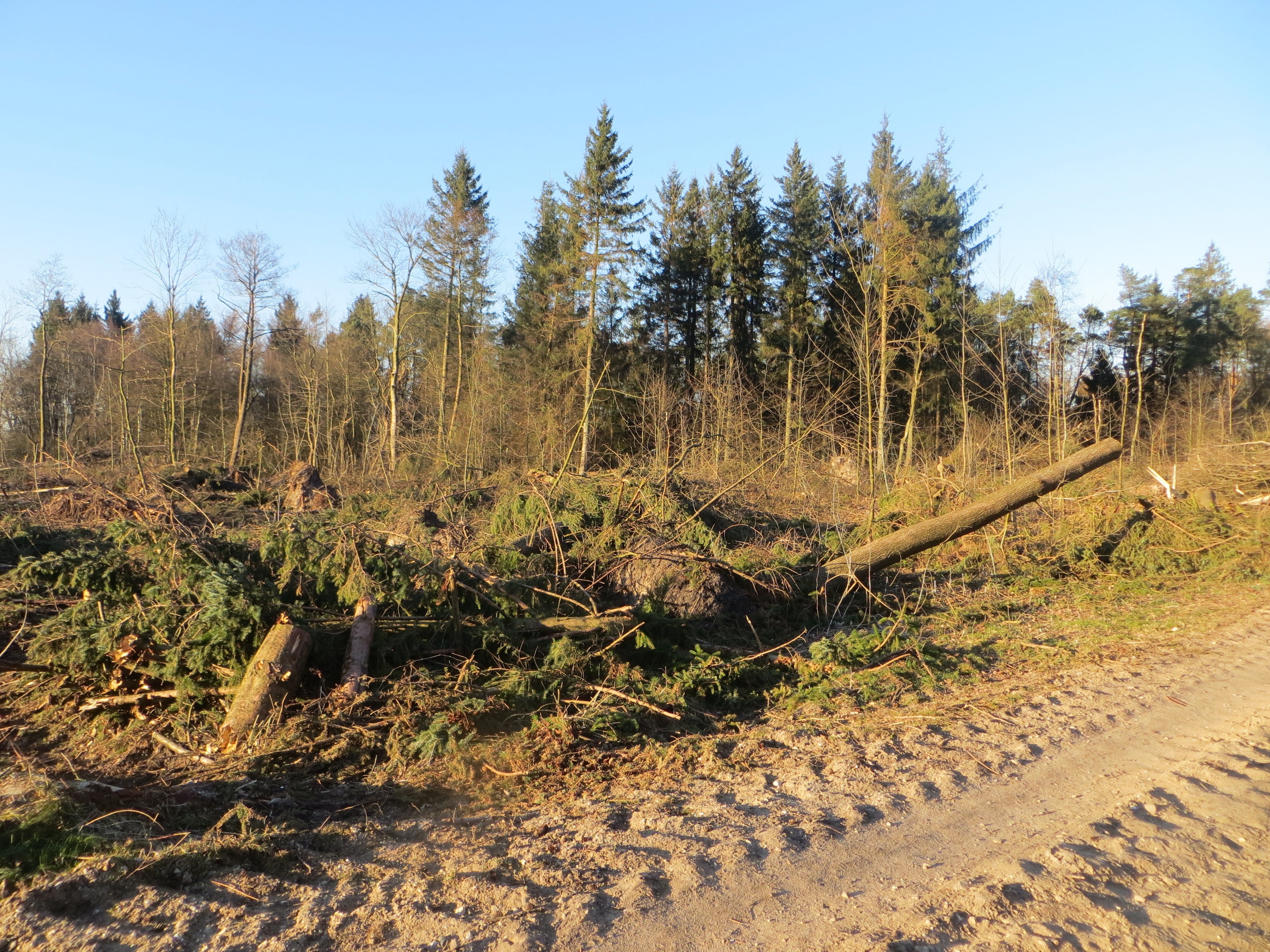
Mückenwald nach dem Orkan Xaver der im Dezember 2013 wütete.
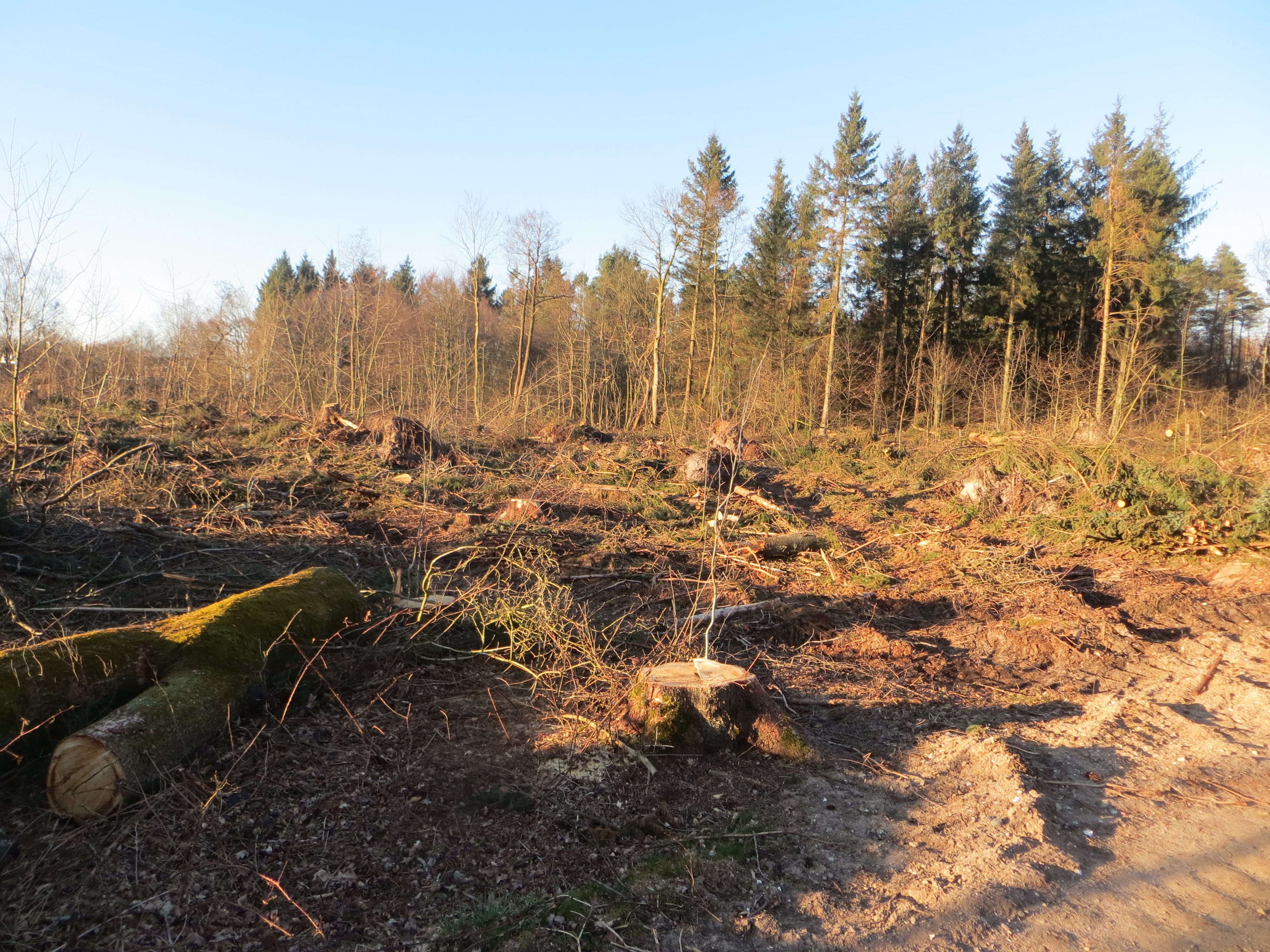
Der Mückenwald nach dem Sturm
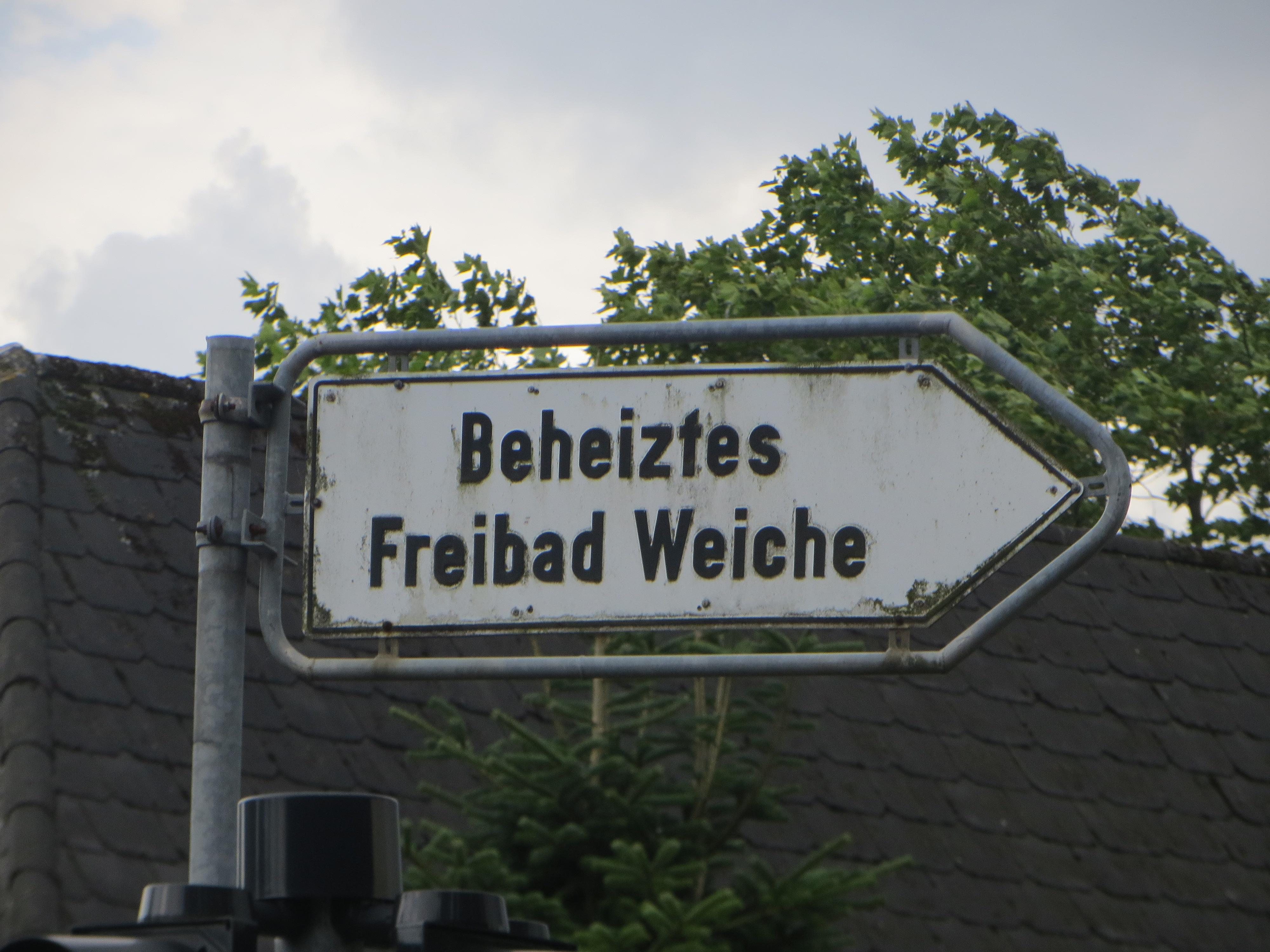
Hinweisschild Beheiztes Freibad Weiche am südlichen Rand vom Mückenwald
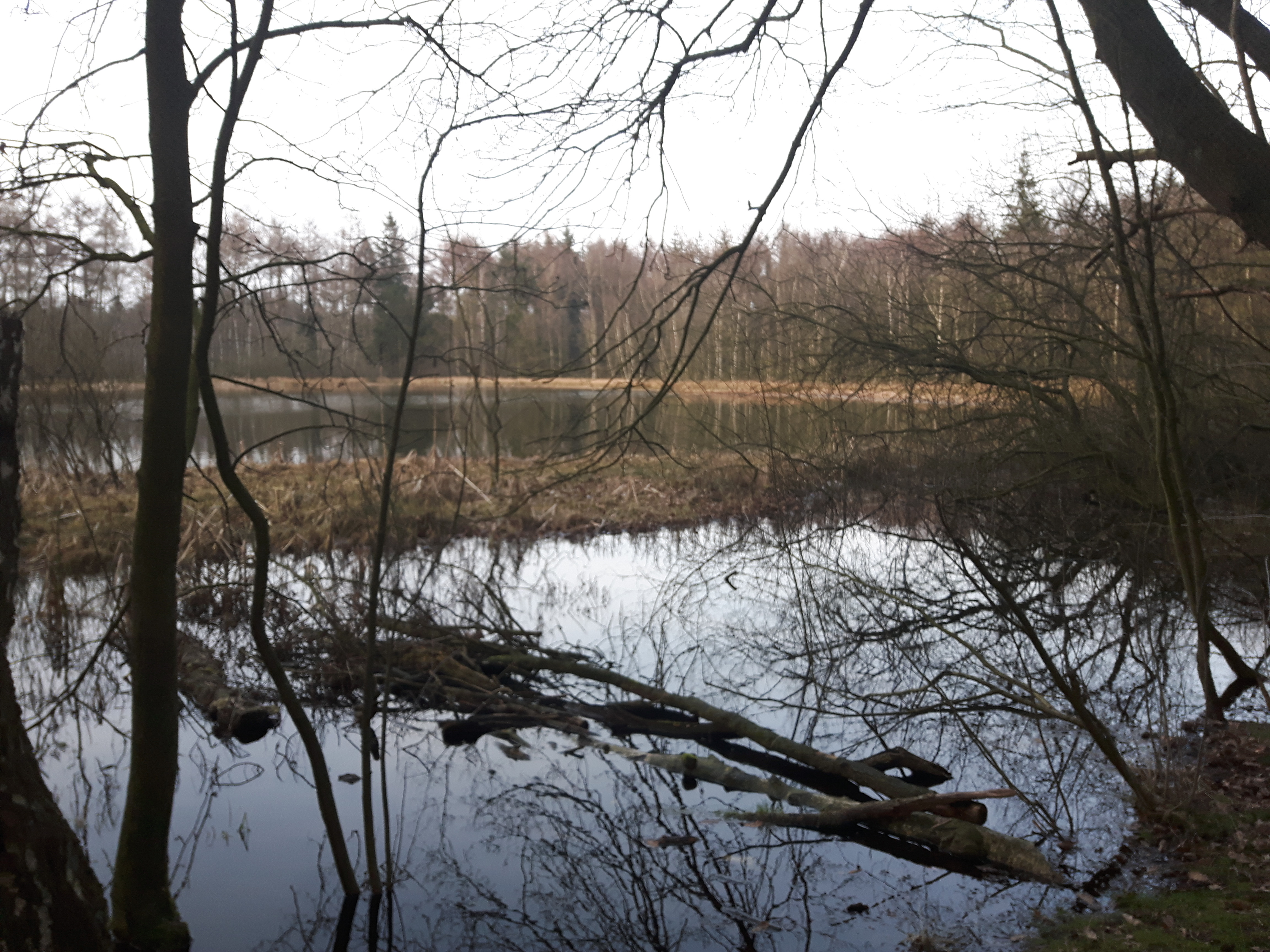
Mückenteich in der Mitte des Waldes